# Cirila Pleško Štebi
Cirila Pleško Štebi, slovenska učiteljica in urednica, borka za pravice žensk, * 7. april 1885, Novo mesto, † 13. oktober 1942, Auschwitz.
Cirila Pleško Štebi je bila ena najdejavnejših članic ženskega gibanja med obema vojnama. Njena dejavnost je bila usmerjena v reševanje socialnih vprašanj.

## Življenje in delo
Cirila Pleško Štebi je bila po izobrazbi učiteljica in je poučevala na ljubljanskem liceju. Po poroki z Antonom Štebijem leta 1920 je nehala opravljati svoj poklic. Z možem se je preselila v Beograd, kjer je v letih 1920–1924 služboval kot osrednji inšpektor dela in načelnik odseka v ministrstvu za socialno politiko. V istem ministrstvu je bila v letih 1920–1922 zaposlena tudi Cirila. Po vrnitvi v Ljubljano se je dejavno vključila v žensko gibanje, tako v ljubljanska društva kot njihove krovne organizacije, ki so delovale v slovenskem, jugoslovanskem in mednarodnem merilu. Glavno področje njenih prizadevanj so ostala vprašanja socialne politike.
Najprej se je pridružila Splošnemu slovenskemu ženskemu društvu, kje se je angažirala zlasti pri zbiranju sredstev za ljubljansko žensko bolnico. Angela Vode ji pripisuje znatne zasluge za to, da je odbor Splošnega ženskega društva leta 1925 sklical sestanek vseh slovenskih ženskih organizacij zaradi bojazni, da se srbsko dedno pravo (po njem so moški dedovali do četrtega kolena, šele nato ženske) uveljavi tudi v drugih delih države.
Leta 1926 se je pridružila novoustanovljenemu Ženskemu pokretu. Društvu je predsedovala Alojzija Štebi, podpredsednica pa je postala Cirila. S svakinjo Alojzijo sta se dobro dopolnjevali.
Aktivno je Cirila Štebi sodelovala v različnih zvezah ženskih društev, v katera so se povezovala društva v slovenskem in jugoslovanskem okviru, stike pa je imela tudi s članicami mednarodnih ženskih organizacij. Bila je članica glavnega odbora  Alianse ženskih pokretov in je kot delegatka sodelovala na njenih kongresih v Beogradu, Zagrebu, Splitu, prav tako je bila delegatka na kongresih Internacionalne feministične alianse. Sodelovala je tudi v Jugoslovanki ženski zvezi, ki je združevala ženska društva na področju celotne države. V njenem okviru je delovala slovenska sekcija, ki je povezovala slovanska ženska društva, in v katero sta bila včlanjena tudi Splošno slovensko žensko društvo in Ženski pokret. Različne sekcije so se povezovale z izmenjavami predavanj. Tako je Cirila Štebi predavala v Zagrebu, Sarajevu in Splitu, in sicer o političnih in organizacijskih vidikih ženskega dela.
Delo v slovenski sekciji Jugoslovanske ženske zveze je potekalo preko različnih komisij. Eno od njih, komisijo za socialno delo, je vodila Cirila Štebi. Njen cilj je bil zaščita matere in otroka, izenačitev pravic  zakonske in nezakonske matere ter ustanavljanje zavetišč za brezdomna dekleta. Pomemben uspeh je bil dozidava trakta k Delavskemu domu, ki je bil namenjen predvsem brezposelnim gospodinjskim pomočnicam.
Tekoče je govorila nemško, angleško ter francosko in je sodelovala na mednarodnih kongresih v Oslu in Parizu, večkrat je obiskala somišljenice v Veliki Britaniji, Švici, Avstriji, Nemčiji,  Češkoslovaški in Bolgariji ter tako dobro poznala reševanje socialne problematike pri drugih narodih.
Delala je tudi na ministrstvu za socialno politiko Kraljevine Jugoslavije. Nikoli se ni včlanila v kako politično stranko.
Spomladi 1942 so jo Nemci aretirali in odpeljali v koncentracijsko taborišče Auschwitz, kjer je umrla.

## Vir
- Splošno žensko društvo 1901-1945, od dobrih deklet do feministk (COBISS), str. 210–214, 219

1. 1 2 3  Auschwitz Prisoners Database